# 徳山詳直
徳山 詳直（とくやま しょうちょく、1930年〈昭和5年〉5月13日 - 2014年〈平成26年〉10月20日）は、日本の教育者。

## 人物
1930年5月13日、隠岐島（島根県隠岐郡海士町）生まれ。1948年に同志社外事専門学校に入学、1950年に同志社大学法学部政治学科へ進学。進学後、朝鮮動乱に抗議する運動に身を投じたことから、数回にわたり逮捕・拘留される。拘置中に差し入れられた奈良本辰也の著書『吉田松陰』に感銘を受ける。同時に、近代西欧文明が行き詰まりを予測し、芸術の力による芸術立国を志した。
1977年に京都芸術短期大学を設立したことを皮切りに、1991年に京都造形芸術大学（現京都芸術大学）、1992年に東北芸術工科大学、1993年に財団法人日本文化藝術財団を創設し、各校の理事長を勤める。1998年、芸術大学初の通信教育課程を設置。2005年、「こどもこそ未来」をスローガンにこども芸術大学を設立し、2010年には東京に芸術の生涯学習機関東京藝術学舎を開設した。
2014年10月20日逝去。

## 書籍
- 『藝術立国』幻冬舎、2012年2月。ISBN 9784344020436。 NCID BB08538849。全国書誌番号:22137370。
- 『後に続く者を信じて』京都造形芸術大学、2014年12月。 NCID BC08142255。